# マリンテニスパーク・北村
マリンテニスパーク・北村（マリンテニスパークきたむら）は、大阪府大阪市大正区にある庭球場である。同市内では最大の面積を有するテニス競技施設となっており、しばしばテニスおよびソフトテニスの大会会場となっている。

## 施設
大阪市内で最大のテニス場であり、敷地面積は約37,700平方メートル (405,800 sq ft) である。施設内には砂入り人工芝のテニスコート25面が存在し、そのうち16面にはナイター設備が用意されている。また、センターコート（1面）には400名が収容可能な観覧席が設置されている。25面中、センターコートを含めた16面の施工は住友ゴム工業が手掛けている。
本施設はそのほか、売店・レストラン・141台収容可能な駐車場を備えている。施設内には約2万本の樹木が植樹されており、施設周辺にはジョギングロード・遊歩道・広場などが整備されている。年間の利用者数は約12万人とされている。
著名な大会の開催歴として、テニスでは2010年の第10回全国専門学校テニス選手権大会、2015年の全国高等学校総合体育大会で用いられた。ソフトテニスでは1997年の第52回国民体育大会秋季大会、2001年東アジア競技大会、2003年の全日本ソフトテニス選手権大会、2011年の第18回全日本シングルスソフトテニス選手権大会で使用された。

## 沿革
本施設は大阪市が費用14億円を負担し、区画整理事業に伴って空いた市有地に建設された。1991年にクラブハウスの建物を完成させ、同年4月27日に開場した。「マリンテニスパーク・北村」という施設名称は日本全国からの公募により集められた1021個の案から選出された「なにわ・マリン・テニス・パーク」を基に1991年1月30日に決定され、案が採用された人物や入賞者5名に対し賞金の贈呈も行われた。開場以降は大阪市が年間約3000万円弱で市都市建設技術協会に貸付け、管理を任せていた。運営・企画を受託されていたのは住友ゴム工業系列のダンロップテニスであった。1997年には放送室棟の施工を完了させた。
しかし、2006年1月12日に大阪市が発表した行財政改革計画案で区画整理時に生じた借金返済のための財源としてマリンテニスパーク・北村を2007年度中に売却し、民間へ運営委託を行うことが検討され、これに対し大正区民からは反発の声が上がり陳情書が市に提出されるに至った。のちの2008年には施設利用者数が多く存続の声があったことを受けて市が売却案を撤回し、運営・管理者の公募を行うことで施設の存続を図る方針を表明した。2011年6月からは施設の管理および運営を株式会社ダンロップテニススクールが請け負ったが（前身名称はワコーテニス）、2019年3月末にてその賃貸借契約が満了する予定となっている。

### イベント
2015年にはプロテニス選手である錦織圭の等身大フィギュアが施設内に設置され、大会に出場する選手達からの人気を集めた。

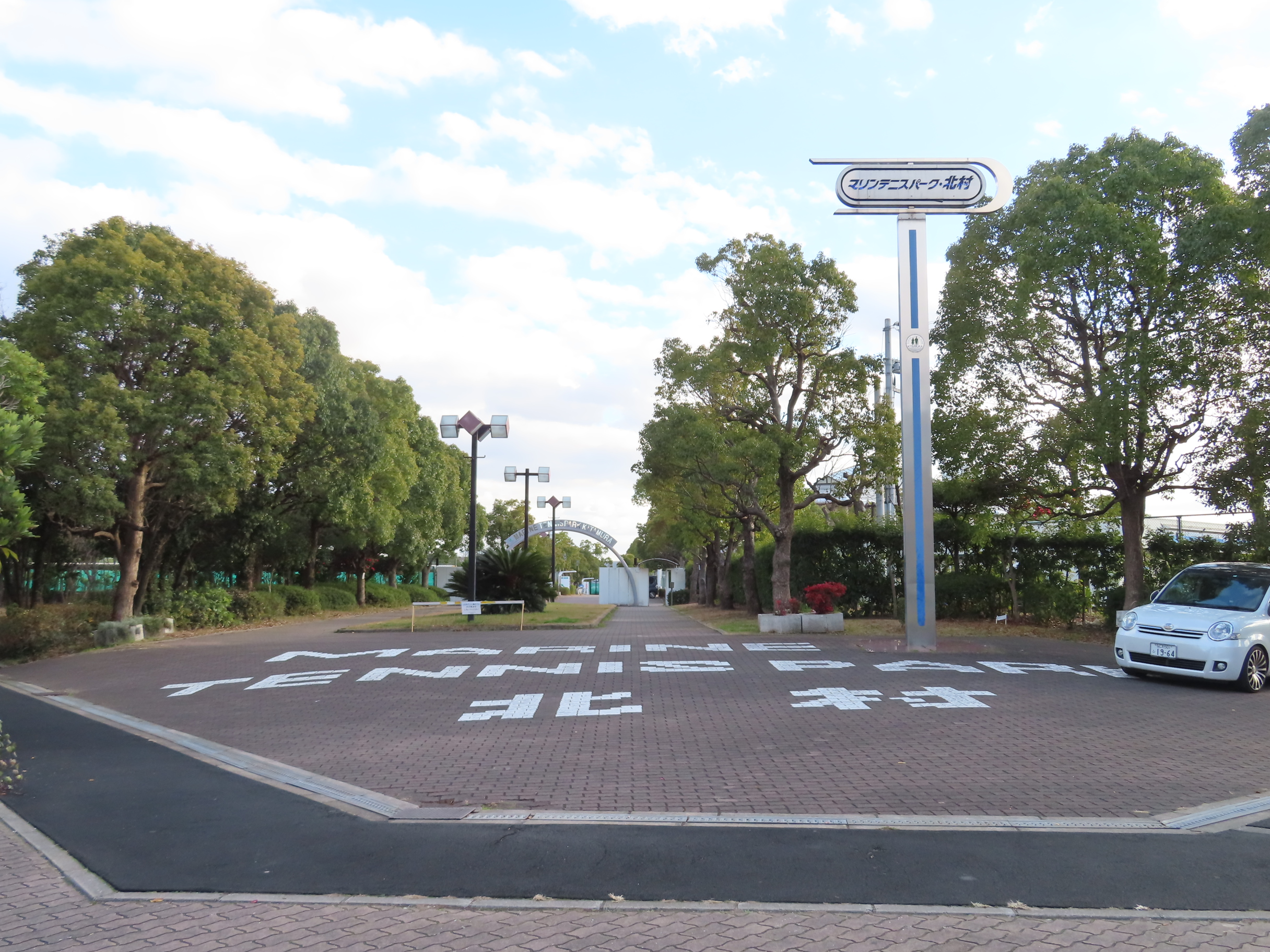
出入口
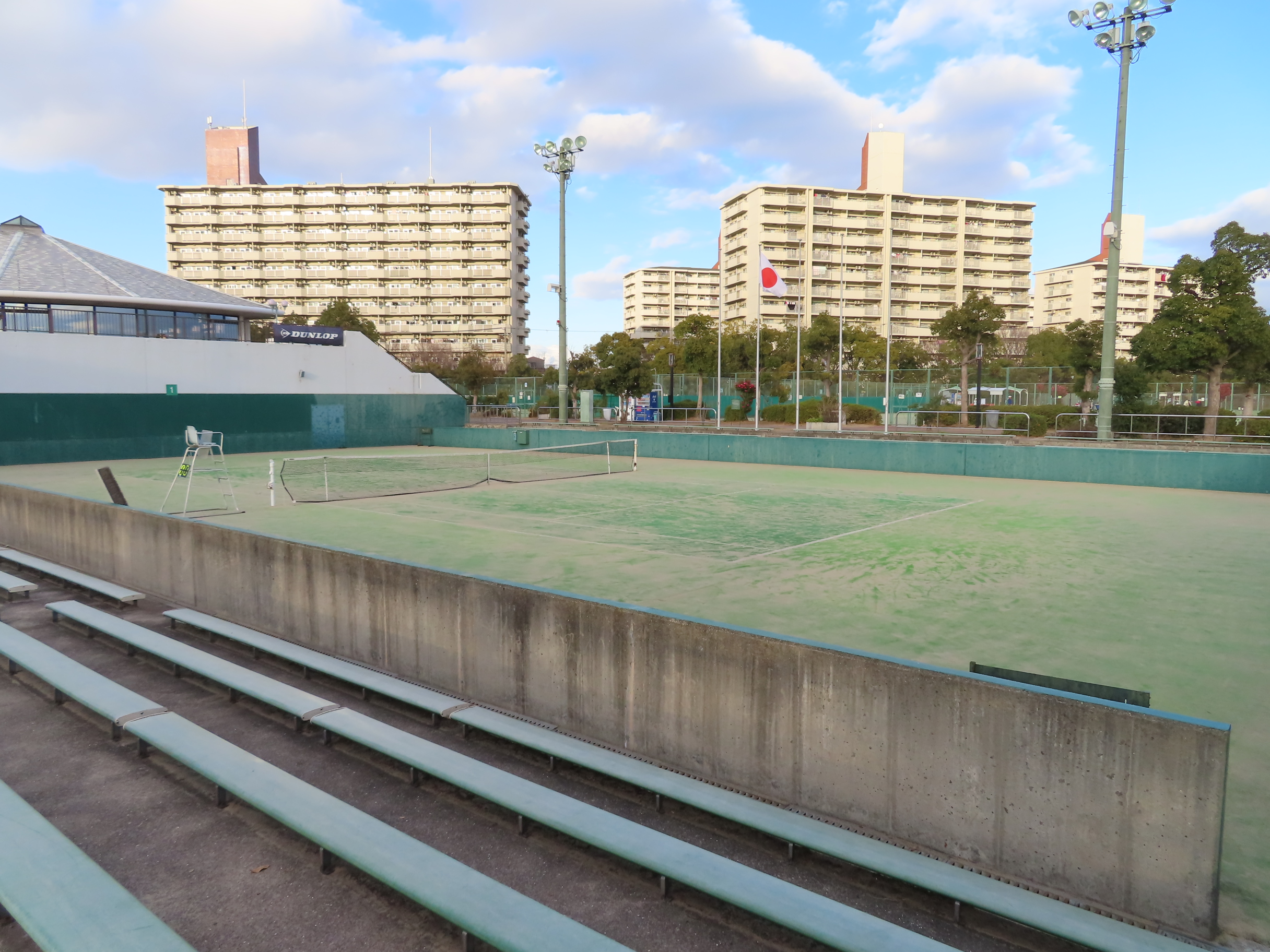
テニスコート
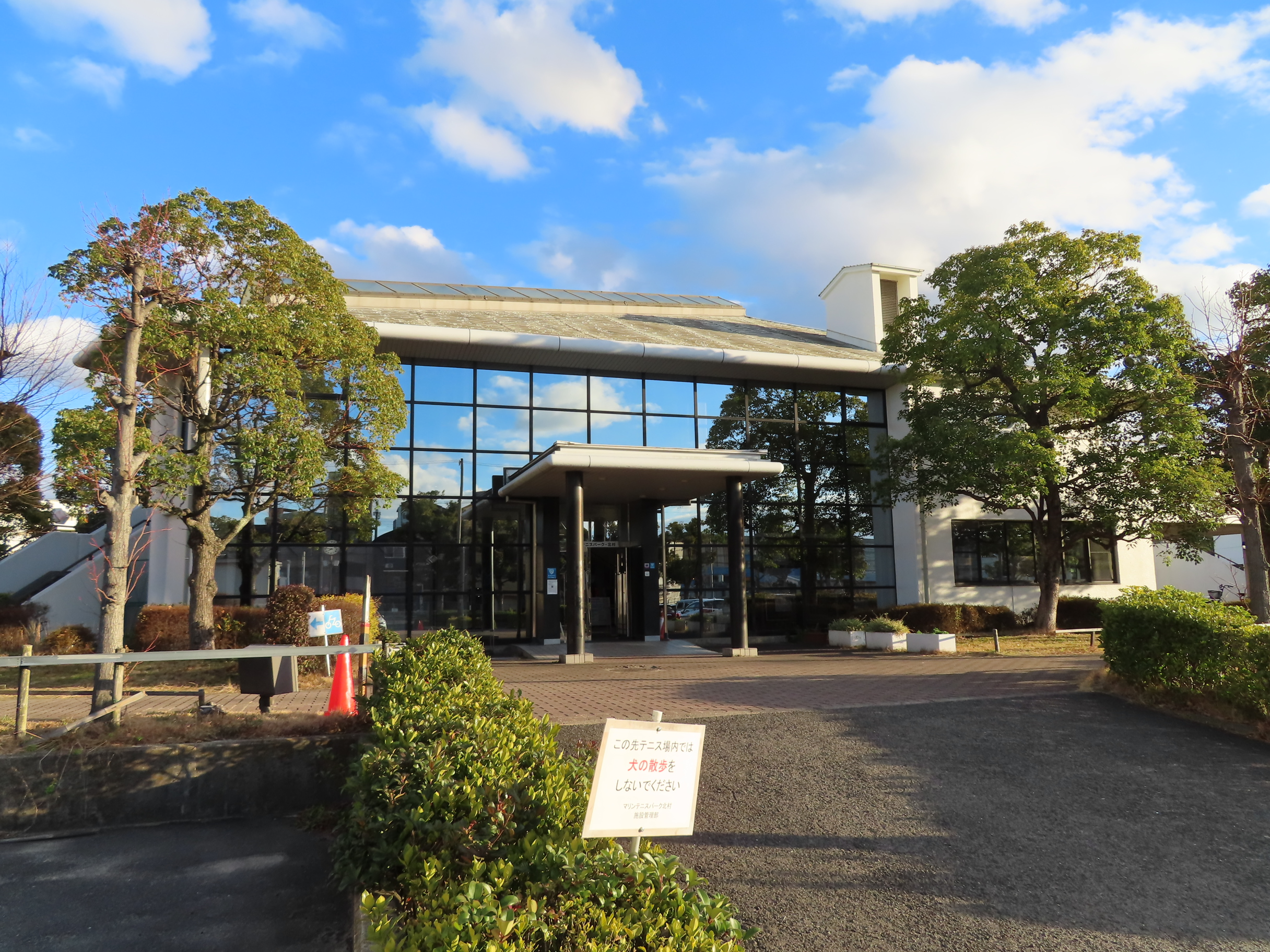
管理棟

## 営業・アクセス
年末年始に当たる12月30日より1月2日までを休業日としている。住所は大阪市大正区北村3丁目3番70号で、大阪シティバスの新千歳バス停より徒歩2分もしくは大正区役所バス停より徒歩9分の位置にある。